# 조은신용조합
조은신용조합(일본어: 朝銀信用組合 조긴신요쿠미아이[*]) 또는 줄여서 조은(朝銀)은 재일본조선인총련합회의 지도를 받는 재일본조선신용조합협회 가맹 신용 조합의 명칭이다. 시와 도 단위로 설립되며, 조긴오사카신용조합 등의 이름으로 시나 도의 이름을 넣은 신용 조합도 있다. 여기서, 각종 조은(朝銀)에서 은(銀) 자는 은행의 약칭은 아니다. (일본 은행법 제6조)
조선중앙은행과의 직접적인 관련성은 없다.

## 설립
재일 조선인을 위해 설립된 조은동경신용조합의 전신인 도와(同和) 신용조합을 최초로, 전국 각지에 비슷한 신용조합이 설립되었다.

### 연표
- 1952년 6월 20일 조긴도쿄신용조합 (도와신용조합으로 설립)
- 1953년 8월 10일 조긴후쿠오카신용조합 설립
- 1953년 10월 10일  조긴아이치신용조합 (다이에이신용조합으로 설립)
- 1954년 10월 25일 조긴기후신용조합 (다이세이신용조합으로 설립)
- 1960년 12월 15일 조긴치바신용조합 설립
- 1961년 10월 23일 조긴야마구치신용조합 설립
- 1961년 10월 26일 조긴히로시마신용조합 설립
- 1962년 7월 20일  	조긴오카야마신용조합 (오카야마추오신용조합으로 설립)
- 1963년 5월 2일  조긴나가노신용조합 설립
- 1963년 8월 2일  조긴후쿠이신용조합 설립
- 1964년 10월        조긴니이가타신용조합 설립
- 1966년 5월 22일 조긴미야자키신용조합 설립
- 1968년 12월 20일 조긴아오모리신용조합 설립
- 1977년 4월        조긴나가사키신용조합 설립

## 파탄 문제
경기의 침체에 더한 불명확한 경영에 대한 의존으로 파탄이 났으며, 이에 공적 자금이 투입되었다. 또다른 원인에는 조선 총련에 의해 조선민주주의인민공화국에 송금된 일과 정치 자금으로 사용된 일이 있다. 일본 정부가 공적 자금을 투입할 필요가 없다고 의논되고 있었기도 하나, 불명료한 정치 결정에 따라 구제를 받았다. 하지만, 일본의 은행에 대한 공적 지원을 그토록 비판하던 대중 매체들은 이 사건에 대하여 아무 소리도 내지 않았다. 거기에, 공적 자금이 투입되어 통합된 조합이 2차 파탄을 일으킨 일도 있다. 파탄의 과정에 대량의 가명 계좌로 의심되는 예금자 불명 계좌가 발견되어 사업양도의 경우, 그 적금은 정리 회수 기구에 인도되어, 본인 계좌로 확인되지 않는 경우에는 인출이 되지 않게 하고 있다. 그 적금은 2004년 8월 현재 53억 엔에 달하며, 인출된 경우는 거의 없다.

### 연표
파탄은 금융재생법61조 1항에 근거하여 신청한 날자를 기준으로, 인도완료는 금융정리관재인에 의해 사무 혹은 재산의 관리의 처분의 취소일을 기준으로 하고 있다. 또한, 조은신용조합의 재편에 의해, 나라 현과 에히메 현에서는 신용조합이 소멸되었다.
- 1997년 5월 14일 조긴오사카신용조합파탄
- 1997년 11월 27일 조긴효고신용조합을 존속조합으로, 조긴도쿄신용조합 조긴시가신용조합 조긴나라신용조합 조긴와카야마신용조합이 대등합병을 하고, 조긴킨키신용조합 발족
- 1998년 5월 11일 조긴오사카신용조합의 사업을 조긴킨키신용조합에 양도
- 1999년 5월 12일 조긴나가노신용조합 파탄
- 1999년 5월 13일 조긴치바신용조합 조긴도쿄신용조합 조긴니이가타신용조합 파탄
- 1999년 5월 14일 조긴아오모리신용조합 조긴미야자키신용조합 조긴히로시마신용조합 조긴야마구치신용조합 조긴후쿠오카신용조합 조긴나가사키신용조합 조긴후쿠이신용조합 조긴아이치신용조합 파탄
- 1999년 10월 12일 조긴오카야마신용조합을 존속 조합으로 하고, 조긴카가와신용조합, 조긴에히메신용조합, 조긴사가신용조합 및 조긴오이타신용조합과 합병하여 조긴니시신용조합 발족
- 2000년 12월 29일 조긴킨키신용조합파탄 (2차파탄)
- 2001년 8월 24일 조긴칸토오신용조합파탄
- 2001년 9월 13일 조긴홋카이도신용조합, 조긴이와테신용조합, 조긴아키타신용조합, 조긴후쿠시마신용조합이 합병하여 조긴호쿠토신용조합 발족.
- 2001년 9월 27일 조긴기후신용조합을 존속조합으로, 조긴토야마신용조합, 조긴이시카와신용조합, 조긴시즈오카신용조합, 조긴미에신용조합이 합병하여, 조긴츄우부신용조합 발족
- 2001년 11월 26일 조긴아오모리신용조합 조긴미야자키신용조합의 사업을 조긴호쿠토신용조합에 양도완료
- 2001년 11월 26일 조긴후쿠이신용조합 조긴아이치신용조합의 사업을 조긴추부신용조합에 양도완료
- 2001년 11월 26일 조긴시마네신용조합 조긴히로시마신용조합 조긴야마구치신용조합 조긴후쿠오카신용조합 조긴나가사키신용조합의 사업을 조긴니시신용조합에 양도완료
- 2002년 8월 12일 조긴킨키신용조합의 사업을 미래신용조합, 케이지신용조합, 효고히마와리신용조합 및 정리 회수 기구에 양도완료
- 2002년 12월 29일 조긴치바신용조합 조긴도쿄신용조합 조긴니이가타신용조합 조긴나가노신용조합 조긴칸토오신용조합의 사업을 하나신용조합 및 정리회수기구에 양도 완료
- 2004년 2월 9일 조긴호쿠토신용조합 우리신용조합으로 명칭 변경
- 2004년 2월 23일 조긴추부신용조합 이오신용조합으로 명칭 변경

## 현재
파탄을 넘어 통합된 이후, 재일본조선신용조합협회는 해산하였다.
현존하는 조합은 다음과 같다.
- 우리신용조합
- 이어신용조합
- 조은서신용조합

또, 이하는 후신으로 새롭게 설립된 조합이며, 일본인임원을 받아들였다.
- 미래신용조합
- 하나신용조합
- 케이지신용조합
- 효고히마와리신용조합

또한, 구 경영진에 대한 형사 및 정리회수기구에 의한 민사소송이 진행 중이다.

## ATM에 대해서
조은신용조합, 및 그 후신의 조합에서는 현금 자동 입출금기를 설치한 점포가 한정되어 있다.

## 특기 사항
상기 현존하는 신용조합중에, 회사 홈페이지에 한글로 사명을 병기한 곳은 미래, 하나, 우리 셋이다.